# Patrick Formica
Patrick Formica (Villerupt, 18 januari 1959) is een Frans voormalig profvoetballer die als aanvaller speelde. Tussen 1976 en 1980 kwam hij in de Division 1 uit voor FC Metz.

## Statistieken
| Seizoen   | Club            | Divisie    | Competitie | Competitie | Cup    | Cup   | Totaal | Totaal |
| Seizoen   | Club            | Divisie    | Wedst.     | Goals      | Wedst. | Goals | Wedst. | Goals  |
| --------- | --------------- | ---------- | ---------- | ---------- | ------ | ----- | ------ | ------ |
| 1981-1982 | Paris FC        | Division 2 | 27         | 5          | —      | —     | 27     | 5      |
| 1980-1981 | Racing Besançon | Division 2 | 34         | 10         | 1      | 0     | 35     | 10     |
| 1979-1980 | FC Metz         | Division 1 | 7          | 0          | 2      | 0     | 9      | 0      |
| 1978-1979 | FC Metz         | Division 1 | 5          | 3          | —      | —     | 5      | 3      |
| 1977-1978 | FC Metz         | Division 1 | —          | —          | —      | —     | —      | —      |
| 1976-1977 | FC Metz         | Division 1 | 1          | 0          | —      | —     | 1      | 0      |